# Idiopoma ingallsiana
Idiopoma ingallsiana es una especie de molusco gasterópodo. Fue descrito por primera vez por Isaac Lea en 1856. Idiopoma ingallsiana pertenece a la familia Viviparidae. La UICN clasifica a la especie como de menor preocupación.